# Bedevaart van Kranenburg

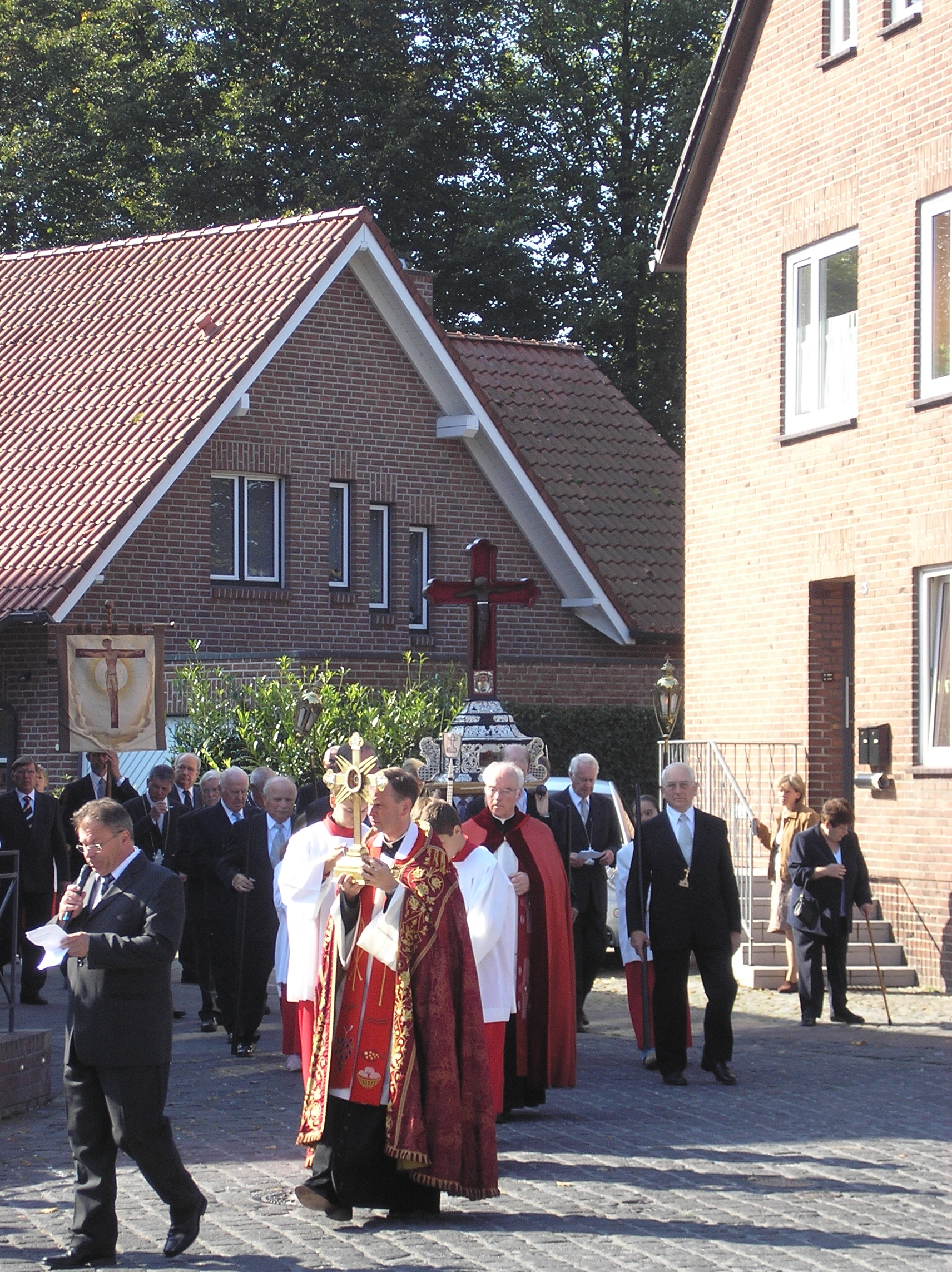
Het Wonderbaarlijk Kruis wordt tijdens de processie door de straten van Kranenburg gedragen

De Kranenburgse Bedevaart vindt al meer dan 700 jaar plaats. Centraal staat het Wonderbaarlijk Kruis, een eenvoudige houten corpus, dat wordt bewaard in de Petrus en Pauluskerk te Kranenburg.
Volgens de overlevering zou een herder in het jaar 1279 na een paasdienst zijn geconsacreerde hostie niet hebben doorgeslikt, maar in een spleet van de boom hebben uitgespuugd. De herder biechtte zijn misdaad op bij zijn priester, die vervolgens naar de boom snelde om de hostie te zoeken. Het lukte de pastoor echter niet de hostie terug te vinden. Vele jaren later, in 1308, werd de boom gekapt om als brandhout voor de pastoor te dienen. Tijdens het spalten van de boom werd er een corpus tussen het hout gevonden. Het verhaal ging snel de ronde dat de hostie was uitgegroeid tot een corpus en binnen zeer korte tijd werd het voorwerp een voorwerp van verering voor talrijke pelgrims. Het oudste schriftelijke vastlegging van deze geschiedenis is een geschrift van Johannes van Wanray, dat dateert van vlak na 1338. 
Het hoogtepunt van de bedevaart lag in de eerste helft van de 15e eeuw. De vele donaties maakten toen de bouw van een grote, driebeukige Petrus- en Pauluskerk mogelijk. In de 16e eeuw zakte de bedevaart tijdelijk in, nadat hertog Willem V van Kleef het kruis naar de burcht van Kleef had laten overbrengen. 
De Kranenburgse bedevaart nam met name voor de katholieken in het door protestanten gedomineerde Nederland een grote vlucht. In 1666 verscheen de geschiedenis van de Kranenburgse kruisverering van Johannes van Wanray in de Nederlandse taal onder de titel Historia S. Crucis Cranenburgensis ofte Grondelicke beschrijvinge van’t oude mirakeleuse Cruys-Beelt tot Cranenburch
Vanaf de 19e eeuw bloeide de bedevaart opnieuw op. Met name in de jubileumjaren 1808 en 1908 en de jaren na de Tweede Wereldoorlog nam de bedevaart een hoge vlucht. In 2008 werd het 700-jarig jubileum van de bedevaart gevierd.
De Kruisprocessie vindt elk jaar op de eerste zondag na het feest van de Kruisverheffing (14 september) plaats.